# 拉惹遮玛
拉惹遮玛·拉惹阿末 (1900年—1973年4月8日)是马来亚雪兰莪州苏丹后。1960年4月14日至9月1日间出任马来亚联合邦第二任最高元首后。

## 生平
拉惹遮玛于1900年出生在雪兰莪巴生，是雪兰莪王室成员。她是第一任雪兰莪苏丹的后代。她在出生地附近的马来学校接受教育。
1920年，拉惹遮玛嫁给苏丹希沙慕丁沙，后者当时是雪兰莪苏丹苏丹苏莱曼的皇家护卫。因此，在1924年，拉惹遮玛成为苏丹后法蒂玛的特别侍从。
1926年，拉惹遮玛生下日后的雪兰莪苏丹和马来西亚第十一任最高元首苏丹沙拉胡丁·阿都阿兹沙。
1960年4月14日，随着丈夫出任马来亚最高元首，拉惹遮玛也成为马来亚最高元首后。然而，在9月1日，也就是两人预定的加冕日，苏丹希沙慕丁沙在吉隆坡宾客皇宫死于不明疾病。据时任首相东姑阿都拉曼称，苏丹希沙慕丁沙在加冕前使用皇家器具后因病倒下。在病倒27天后，苏丹希沙慕丁沙驾崩。他于9月3日被安葬在雪兰莪皇家陵墓。
在丈夫驾崩后，拉惹遮玛过着安静的退休生活，直到1973年4月8日去世。